# Trio avec piano no 1 de Chostakovitch
Le Trio no 1 pour violon, violoncelle et piano en ut mineur, opus 8 de Dmitri Chostakovitch est une œuvre composée en 1923 et créée en 1925.
Il s'agit du premier des deux trios avec piano composés par l'auteur, le second étant écrit vingt ans plus tard.

## Historique
Ce premier trio de Chostakovitch, écrit en 1923 est une œuvre de jeunesse de Chostakovitch écrite lors d'un séjour en Crimée et dédiée à Tatiana Glivienko. Il est créé le 20 mars 1925.

## Structure
Le trio ne comporte qu'un seul mouvement dont la durée est d'environ un quart d'heure.